# Trachymene hookeri
Trachymene hookeri är en flockblommig växtart som först beskrevs av Karel Domin, och fick sitt nu gällande namn av A.E.Holland. Trachymene hookeri ingår i släktet Trachymene och familjen flockblommiga växter. Inga underarter finns listade i Catalogue of Life.